# Carl Koch
Pour les articles homonymes, voir Koch.
Carl Koch est un réalisateur et scénariste d'origine allemande, né le 30 juillet 1892 à Nümbrecht (province de Rhénanie), mort le 1er décembre 1963, à Barnet (Grande-Bretagne).

## Biographie
La vie et le travail de Carl Koch sont indissolublement liés à son épouse, Lotte Reiniger.
Proche de Bertolt Brecht et de Jean Renoir, le couple Reiniger-Koch a travaillé sur des films d'animation qui, en leur temps, furent des films d'avant-garde. Ils ont notamment réalisé ensemble Les Aventures du prince Ahmed en 1926.
Le couple de réalisateurs était assez mal vu des nazis, qui leur reprochaient leur proximité avec la gauche sous la République de Weimar. Aussi, après l'arrivée de Hitler au pouvoir en 1933, ils cherchent à quitter Berlin pour s'établir à Londres. Mais Koch rencontre des difficultés pour obtenir un visa ; il continue à réaliser des films en Allemagne avant de pouvoir séjourner en Grande-Bretagne en 1936, grâce à Renoir. Faute de visa permanent, il est ensuite condamné à l'errance entre Paris et Rome, avant de devoir retourner à Berlin pendant la Guerre.
Durant sa période parisienne, il est aux côtés de Jean Renoir sur le plateau de La Grande Illusion comme conseiller technique : les deux hommes se sont rendu compte que durant la Première Guerre mondiale, le bataillon auquel appartenait Koch tira sans doute sur l'avion que pilotait Renoir. Les deux hommes sont très proches, ils travaillent ensemble de façon étroite sur La Marseillaise puis sur La Règle du jeu, considéré par la critique moderne comme l'un des plus grands films de l'histoire du cinéma.
Après le tournage de La Règle du jeu, en février-mars 1939, les deux amis sont contactés par le service national cinématographique italien : Mussolini souhaite leur confier une adaptation de La Tosca. Mais l'entrée en guerre imminente de l'Italie fait que Renoir abandonne le projet, terminé par Koch avec le jeune Luchino Visconti comme assistant.
Koch et son épouse, décidés à ne jamais plus vivre en Allemagne, ne purent s'installer à Londres de manière définitive qu'en 1949.

## Filmographie

### Réalisateur
- 1922-1924 : Kind und Welt. Das Großstadtkind und die Gartenarbeitsschule
- 1926-1928 : Ägyptische Reise. Eine Expedition durch das älteste Land der Welt
- 1926 : Les Aventures du prince Ahmed coréalisé (non crédité) avec Lotte Reiniger
- 1929 : Der Tod d'après L'Importance d'être d'accord de Bertolt Brecht
- 1930 : Die Jagd nach dem Glück coréalisé avec Lotte Reiniger et Rochus Gliese
- 1931 : Homme pour homme (court-métrage) coréalisé avec Bertolt Brecht
- 1932 : Nippon (Nippon: Liebe und Leidenschaft in Japan)
- 1941 : La Tosca (Tosca), sous le nom de « Carlo Koch », avec Michel Simon
- 1942 : La Dame de l'Ouest (Una signora dell'ovest) avec Michel Simon
- 1950 : Not Without Licence, coréalisé avec Lotte Reiniger, pilote pour la télévision, film d'animation
- 1954 : Puss in Boots (court-métrage) coréalisé avec Lotte Reiniger

### Scénariste
- 1937 : La Grande Illusion de Jean Renoir (conseiller technique)
- 1938 : La Marseillaise de Jean Renoir (collaboration)
- 1939 : La Règle du jeu de Jean Renoir (collaboration)
- 1941 : La Tosca (Tosca)
- 1942 : La Dame de l'Ouest
- 1954 : Night of the Silvery Moon de Donald Taylor

### Assistant réalisateur
- 1930 : Die Jagd nach dem Glück, de Rochus Gliese
- 1934 : Madame Bovary de Jean Renoir
- 1940 : L'Or du Cristobal de Jean Stelli